# تاق فرهادآباد
طاق فرهادآباد مربوط به دوره ساسانیان است و در شهرستان دره‌شهر، بخش مرکزی، دهستان زرین‌دشت، ۵۰۰ متری شمال روستای چم کبود واقع شده و این اثر در تاریخ ۳۰ بهمن ۱۳۸۶ با شمارهٔ ثبت ۲۱۰۳۷ به‌عنوان یکی از آثار ملی ایران به ثبت رسیده است.